# Soréac
Soréac ist eine französische Gemeinde mit 46 Einwohnern (Stand 1. Januar 2022) im Département Hautes-Pyrénées in der Region Okzitanien. Sie gehört zum Arrondissement Tarbes und zum Kanton Les Coteaux.

## Lage
Sie ist umgeben von folgenden Nachbargemeinden:
|       | Castéra-Lou                                 |                 |
| Dours | Kompassrose, die auf Nachbargemeinden zeigt | Bouilh-Péreuilh |
|       | Louit                                       |                 |

## Bevölkerungsentwicklung
| Jahr                      | 1962 | 1968 | 1975 | 1982 | 1990 | 1999 | 2008 | 2016 |
| ------------------------- | ---- | ---- | ---- | ---- | ---- | ---- | ---- | ---- |
| Einwohner                 | 57   | 40   | 30   | 28   | 39   | 34   | 37   | 52   |
| Quelle: Cassini und INSEE |      |      |      |      |      |      |      |      |